# Pomnik Lecha Kaczyńskiego na placu marsz. Józefa Piłsudskiego w Warszawie
Pomnik Lecha Kaczyńskiego na placu marsz. Józefa Piłsudskiego w Warszawie – pomnik wzniesiony w listopadzie 2018 na placu marsz. Józefa Piłsudskiego, przed gmachem Dowództwa Garnizonu Warszawa, zaprojektowany przez rzeźbiarzy Stanisława Szwechowicza i Jana Raniszewskiego, upamiętniający prezydenta Lecha Kaczyńskiego, odsłonięty 10 listopada 2018 roku.

## Historia

### Projekt i budowa
W kwietniu 2017 w budynku Wyścigów Konnych na Służewcu zaprezentowano makietę pomnika wyłonionego przez jury pod przewodnictwem Tomasza Żukowskiego.
W październiku 2017 minister infrastruktury i budownictwa Andrzej Adamczyk wydał decyzję o wyjęciu placu marsz. Józefa Piłsudskiego i przylegających do niego dwóch działek przed Hotelem Europejskim i przed gmachem Dowództwa Garnizonu Warszawa spod kurateli miasta i przekazaniu ich do dyspozycji wojewody mazowieckiego Zdzisława Sipiery. W styczniu 2018 szef Komitetu Stałego Rady Ministrów Jacek Sasin poinformował o planach powstania pomnika Lecha Kaczyńskiego na placu marsz. Józefa Piłsudskiego i jego przewidywanej formie. Pomnik będzie stanowiła 3,5-metrowa figura prezydenta Lecha Kaczyńskiego usytuowana na 3,5-metrowym cokole. Autorami projektu pomnika są Stanisław Szwechowicz i Jan Raniszewski, którzy pierwotnie projektowali pomnik z myślą o jego lokalizacji przy ul. gen. Michała Tokarzewskiego-Karaszewicza i zmuszeni byli do poprawienia projektu. Pomnik ma zostać także połączony czerwonym granitowym chodnikiem z Pomnikiem Ofiar Tragedii Smoleńskiej 2010 roku na placu marsz. Józefa Piłsudskiego. Polityk Prawa i Sprawiedliwości Marek Suski zinterpretował czerwony chodnik stwierdzając, iż będzie to taka trochę sugestia, że pan prezydent, idąc po tym czerwonym dywanie, wchodzi na schody, które z jednej strony odczytywane są jako schody do samolotu, z drugiej strony jako schody do nieba. Symbol tego zmierzania do gwiazd, do nieba, gdzieś tam w zaświaty.
W marcu 2018 wojewoda mazowiecki Zdzisław Sipiera wydał zgodę na budowę pomnika, a 10 kwietnia 2018 w 8. rocznicę katastrofy polskiego Tu-154M w Smoleńsku odbyło się uroczyste wmurowanie kamienia węgielnego pod pomnik. Monument został ustawiony na miejscu przeznaczenia 7 listopada 2018. Na pomniku znajduje się napis: „LECH KACZYŃSKI PREZYDENT RP, PREZYDENT WARSZAWY”.
Przed odsłonięciem pomnika sąd nakazał prokuraturze wojskowej wszczęcie śledztwa w sprawie domniemanego naruszenia uprawnień przez ministra spraw wewnętrznych i administracji Mariusza Błaszczaka i wojewodę mazowieckiego Zdzisława Sipierę, którzy powołując się na względy bezpieczeństwa państwa w 2017 wyjęli plac Piłsudskiego w Warszawie spod jurysdykcji miasta stołecznego Warszawy, m.in. w celu wzniesienia na nim pomnika Lecha Kaczyńskiego.

### Odsłonięcie
Uroczyste odsłonięcie pomnika nastąpiło wieczorem 10 listopada 2018, w wigilię 100-lecia Odzyskania Niepodległości. Dokonali go: prezydent Andrzej Duda, brat Jarosław Kaczyński oraz córka Marta Kaczyńska. Pomnik poświęcił kard. Kazimierz Nycz. Wcześniej w bazylice archikatedralnej św. Jana Chrzciciela w Warszawie odbyła się msza św. w intencji ofiar katastrofy smoleńskiej. Następnie z archikatedry wyruszył Marsz Pamięci na pl. Piłsudskiego. W uroczystościach udział wzięli: marszałek sejmu Marek Kuchciński, marszałek senatu Stanisław Karczewski, prezes Rady Ministrów Mateusz Morawiecki, przewodniczący Związku Zawodowego Solidarność Piotr Duda, wicemarszałkowie Sejmu: Beata Mazurek oraz Ryszard Terlecki, ministrowie, parlamentarzyści, przedstawiciele duchowieństwa, Wojska Polskiego i instytucji państwowych, mieszkańcy stolicy. Okolicznościowe przemówienia wygłosili brat prezydenta Lecha Kaczyńskiego Jarosław Kaczyński i prezydent Andrzej Duda.

## Galeria

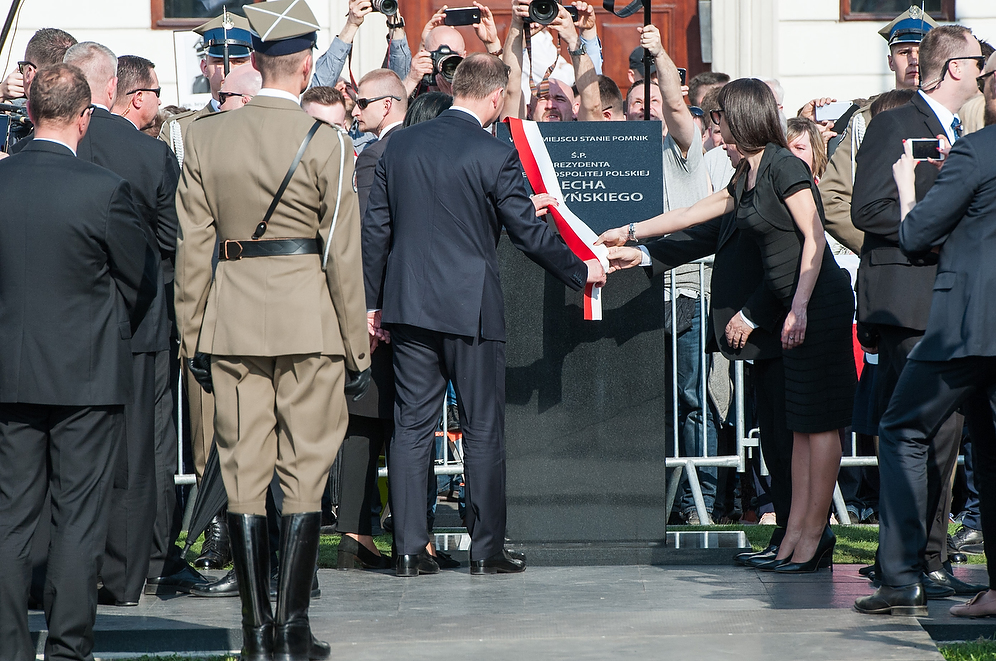
Odsłonięcie kamienia węgielnego pod pomnik Lecha Kaczyńskiego w Warszawie
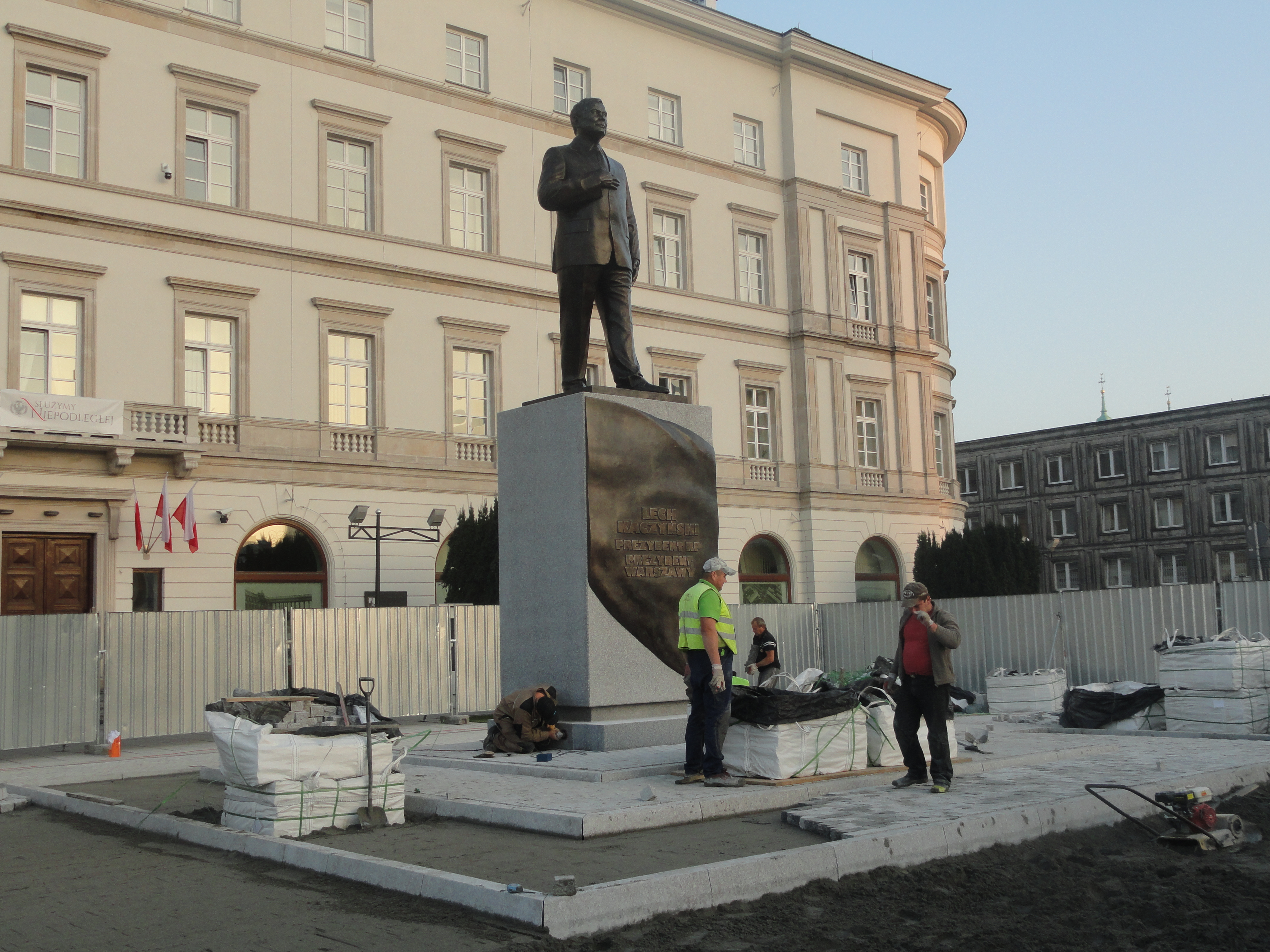
Prace końcowe przy pomniku 7 listopada 2018
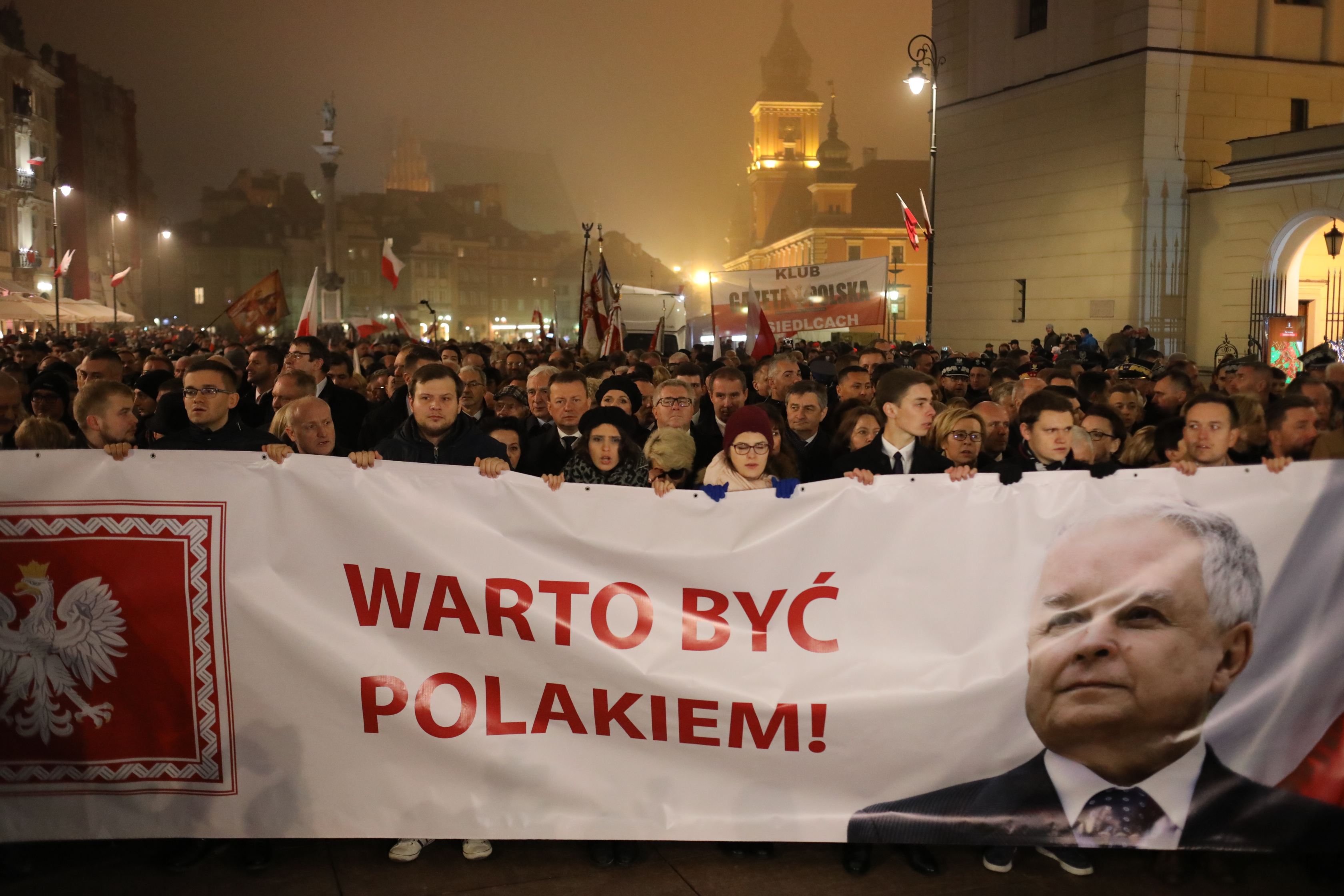
Marsz Pamięci z archikatedry w Warszawie pod pomnik Lecha Kaczyńskiego 10 listopada 2018
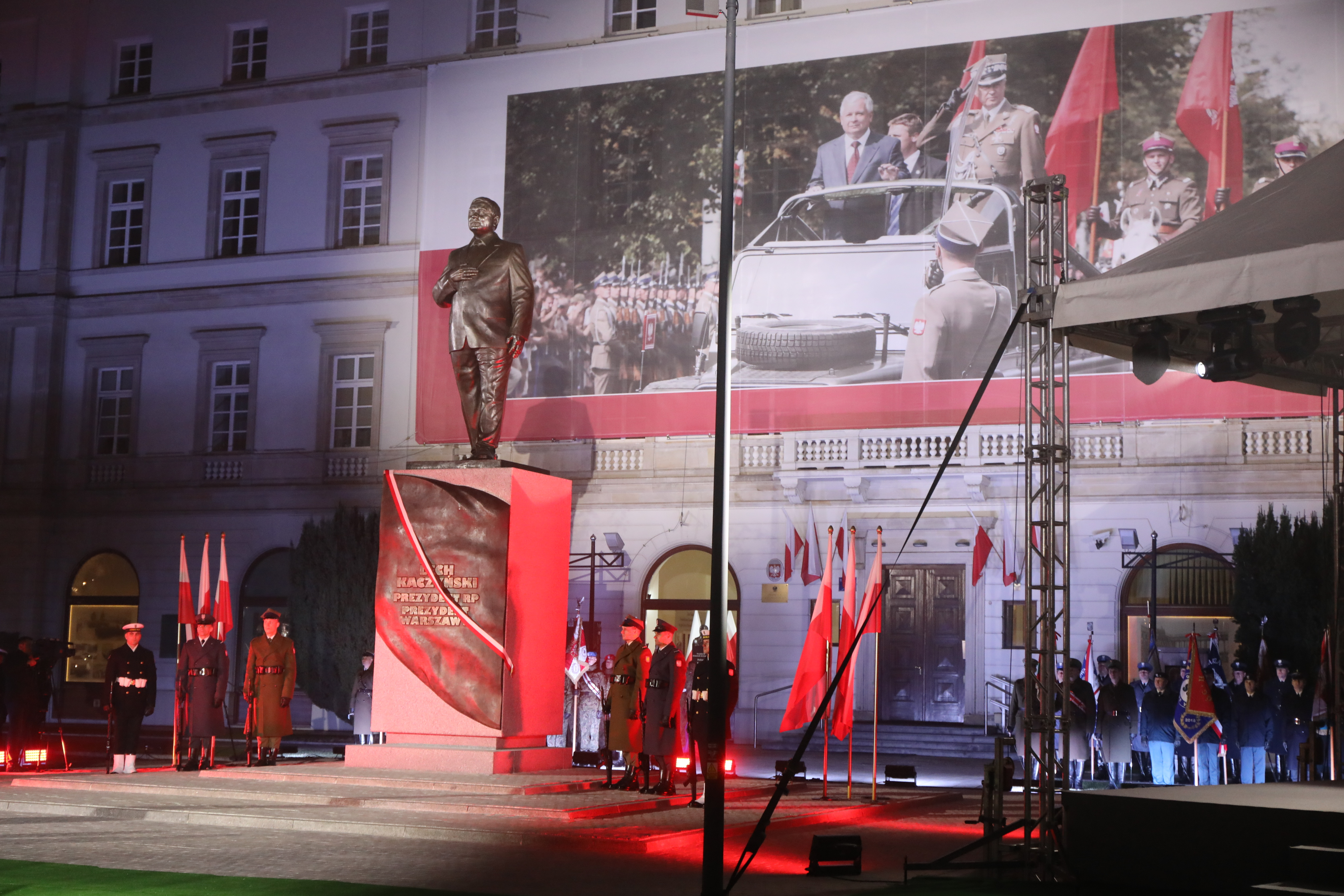
Przygotowania do uroczystości odsłonięcia pomnika
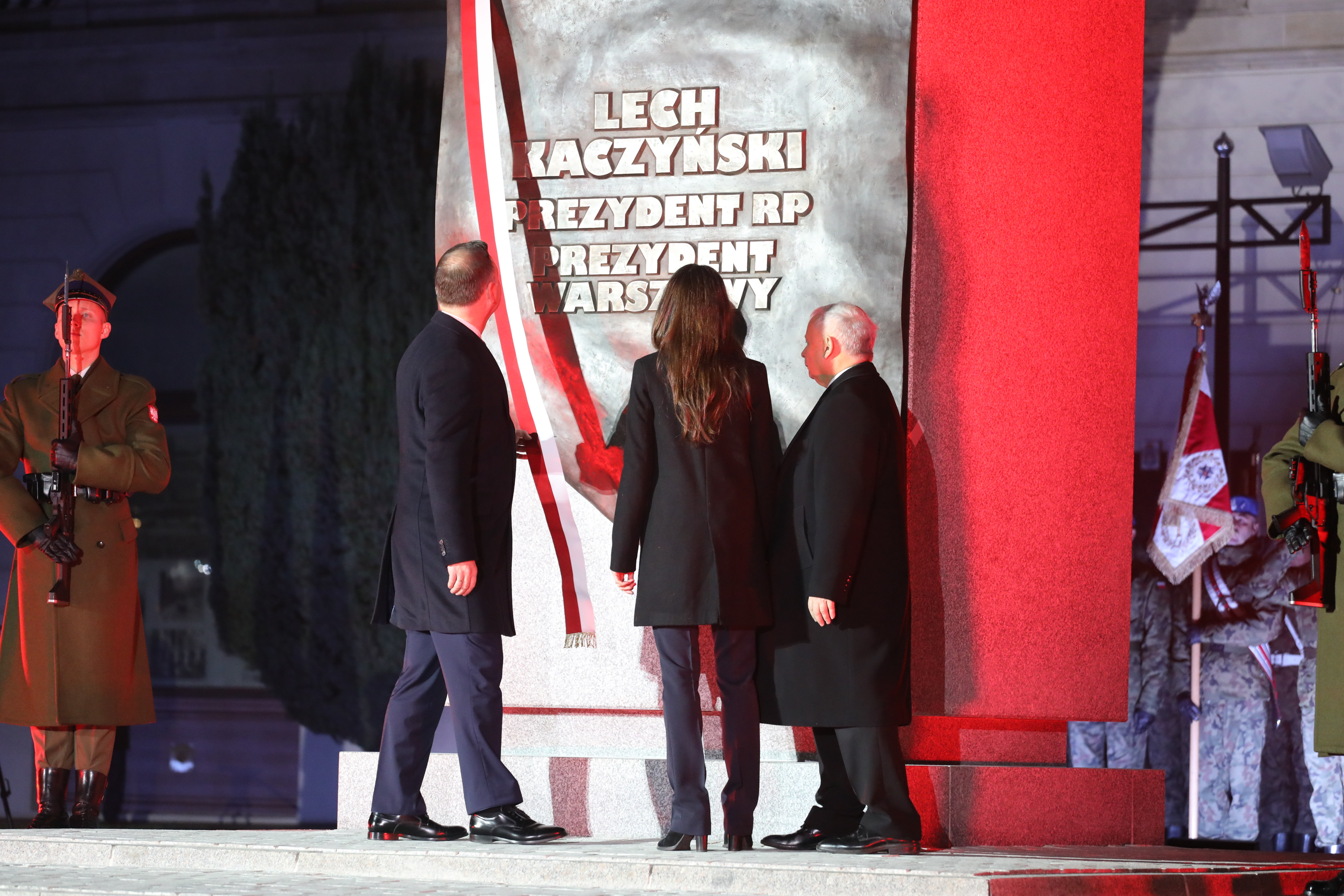
Odsłonięcie pomnika przez córkę Martę Kaczyńską, brata Jarosława Kaczyńskiego i prezydenta Andrzeja Dudę
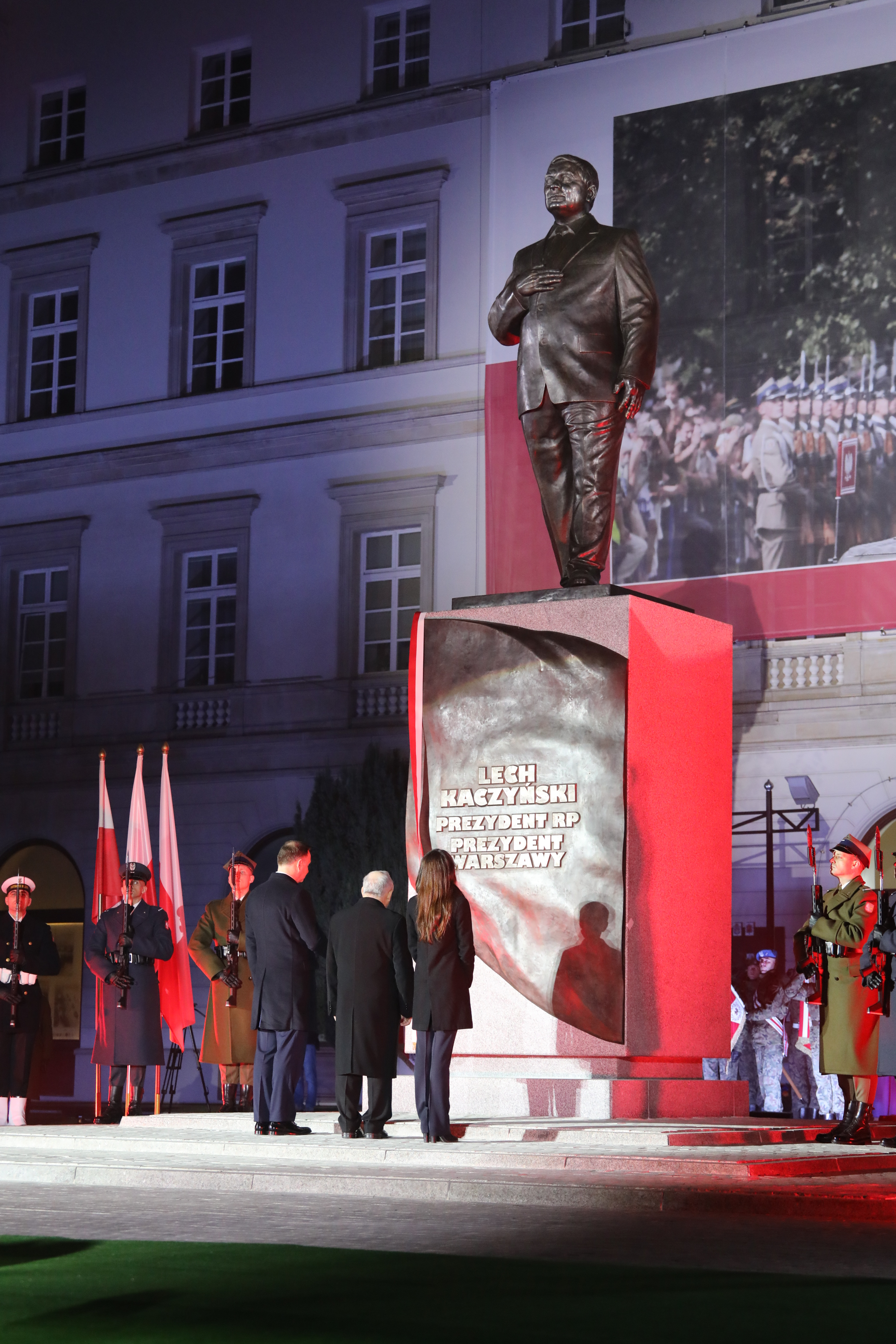
Odsłonięcie pomnika prezydenta Lecha Kaczyńskiego
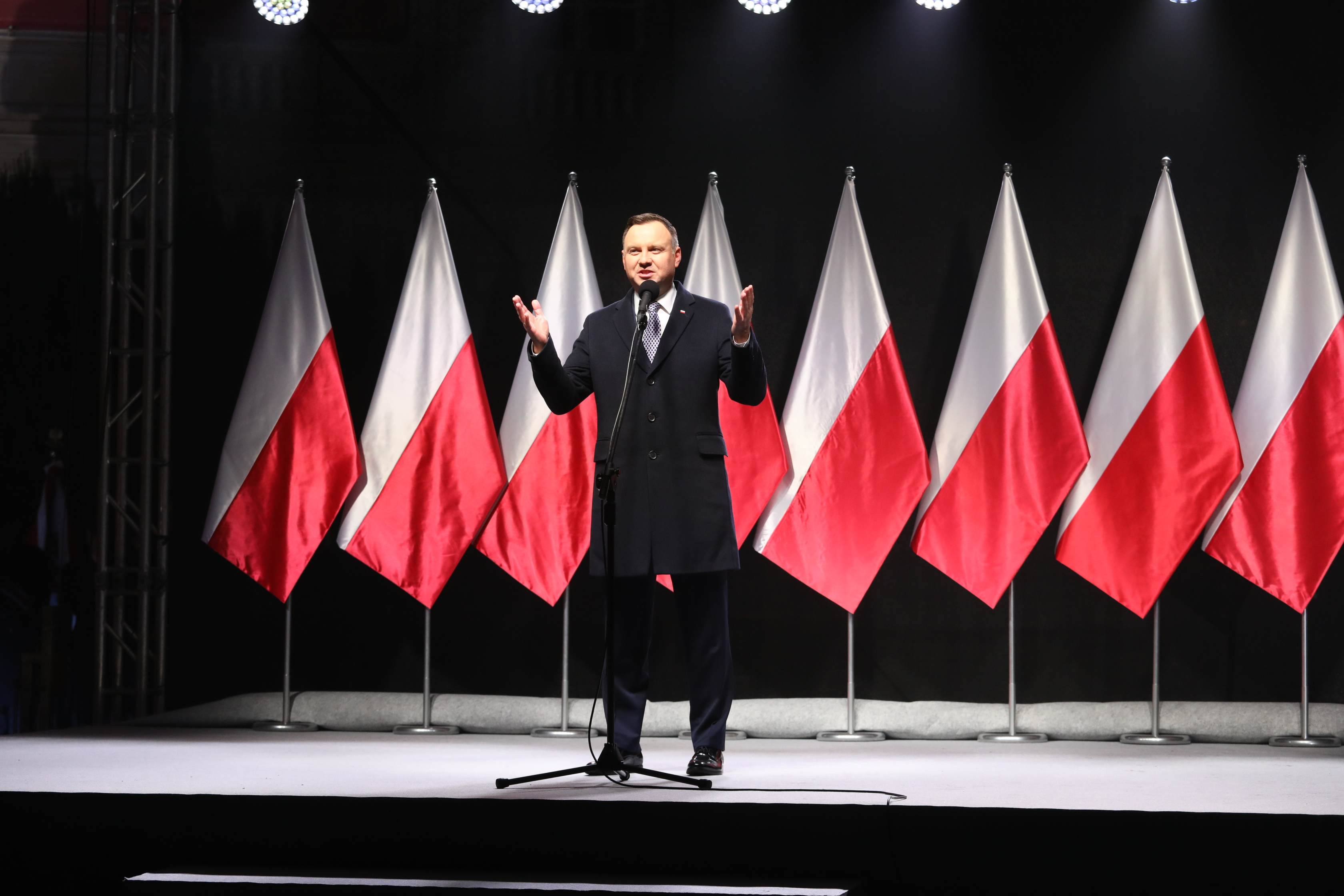
Przemówienie prezydenta Andrzeja Dudy w czasie uroczystości odsłonięcia pomnika
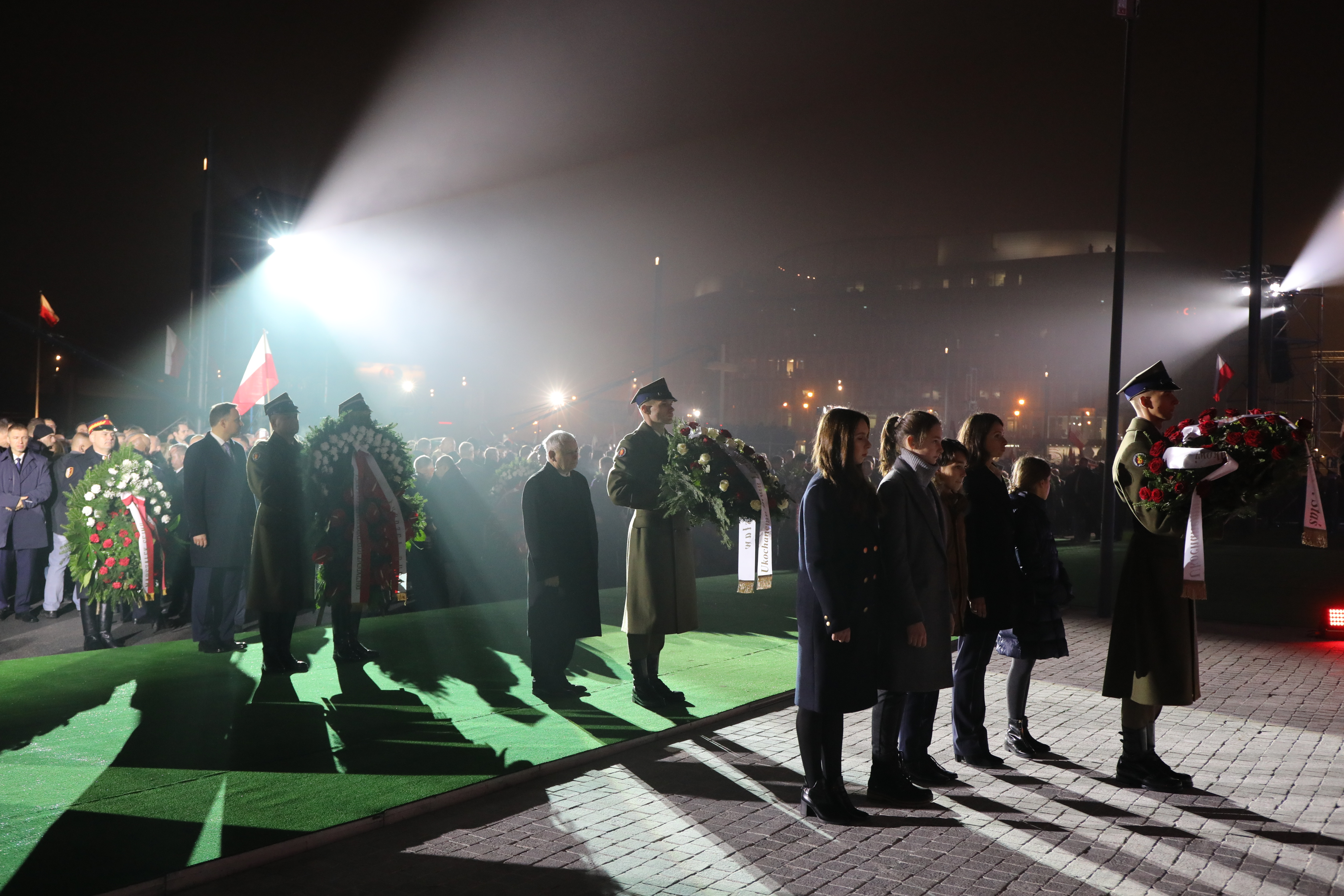
Ceremonia składania wieńców pod pomnikiem Lecha Kaczyńskiego
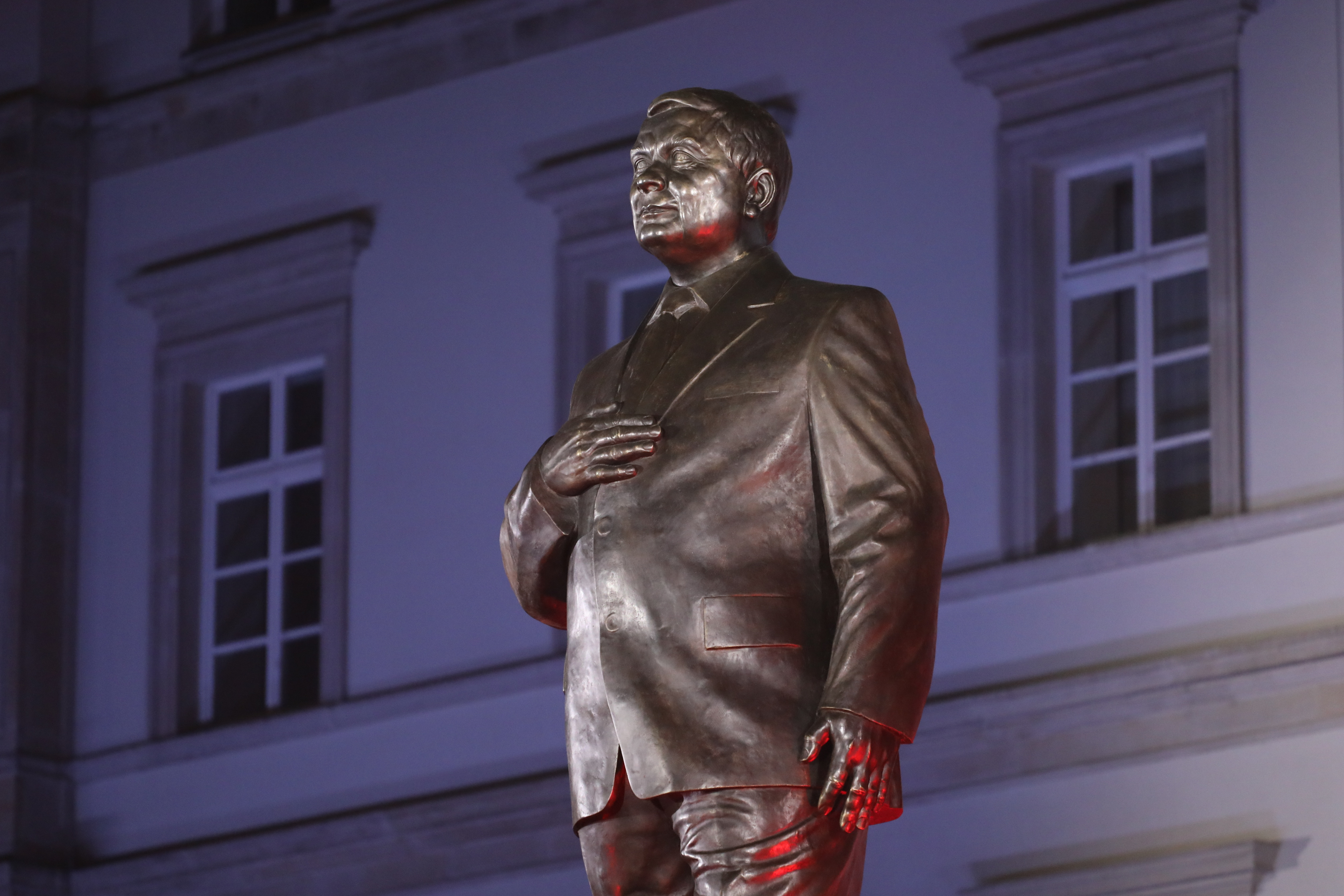
Pomnik prezydenta Lecha Kaczyńskiego